# Памятник Юрию Гагарину (Нетания)
Памятник Юрию Гагарину в Нетании был установлен недалеко от планетария 28 марта 2019 года.
Установка памятника была приурочена к 85-летнему юбилею со дня рождения Юрия Гагарина.
Памятник был установлен в рамках работы международного благотворительного фонда «Диалог культур — единый мир».
Решение об установке памятника Гагарину в Израиле именно в эти даты также было связано с началом израильской лунной программы. В этот период готовилась лунная посадка израильского аппарата «Берешит».
На торжественной церемонии открытия присутствовало более двухсот человек. Россия была представлена на этой церемонии послом РФ в Израиле Анатолием Викторовым. На церемонии открытия он выступил с речью, в которой, в том числе, пожелал успеха лунной программе Израиле.
Также на церемонии присутствовал руководитель Национального космического агентства Израиля Ави Бласберг.
Помимо этого, на церемонии находились представители Белоруссии и Казахстана, и официальная делегация от Роскосмоса.
Во время церемонии открытия памятника был проведён телемост с Международной космической станцией. Находившиеся там в это время космонавты Олег Иваненко и Алексей Овчинин поздравили присутствующих с открытием памятника Юрию Гагарину.

## Описание памятника
Памятник представляет собой бюст, выполненный из бронзы. Гагарин изображён в гермошлеме от космического скафандра, в котором он выполнил свой космический полёт. В проработке деталей памятника была учтена надпись «СССР», которая присутствовала на настоящем шлеме Юрия Гагарина (присутствует не на всех памятниках Гагарину, где он изображается в шлеме).
Бюст находится на высоком, вытянутом вверх постаменте, высота которого в несколько раз больше высоты самого памятника.